# Georg Walter Vincent von Wiese
Georg Walter Vincent von Wiese (* 2. April 1769 in Rostock als Georg Walter Vincent Wiese; † 22. November 1824 wahrscheinlich in Gera; auch Georg Walter Vincenz von Wiese) war ein reußischer Staatsmann.

## Leben
Georg Walter Vincent Wiese war der Sohn des Rostocker Juraprofessors Walter Vincent Wiese (1735–1809). Er besuchte sehr wahrscheinlich die Große Stadtschule in Rostock, bestand dort das Abitur und studierte in seiner Heimatstadt von 1787 bis 1791 Rechtswissenschaft und Philosophie. 1793 erhielt er eine Anstellung als Hof- und Regierungsrat beim reußischen Gesamtregierungskollegium in Gera. 1806 erhielt er nur wenige Wochen vor Abdankung von Kaiser Franz II. von dem selbigen den Adelstitel, kurz darauf wurde er zum Vizekanzler des Hauses Reuß ernannt.
Georg Walter Vincent von Wiese verheiratete sich mit der Tochter des Geraer Bürgermeisters und Handelsherrn Marcus Friedrich Semmel (1751–1801), Besitzer der Rittergüter Dorna, Caesen und Seeligenstadt. Nach deren Tode ehelichte er 1806 ein Fräulein von der Lancken von Rügen. Er hatte keine Nachkommen.
Als Vizekanzler der Gesamtregierung vertrat Wiese die Reußen auf dem Wiener Kongress 1815, wobei er auch von dem Fürsten Heinrich XIII. von Greiz, dem Fürsten Heinrich LI. von Ebersdorf, dem Erbprinzen Heinrich XII. (Reuß-Lobenstein) von Lobenstein und dem Erbprinzen von Schleiz begleitet wurde. Bis auf Heinrich XIII., der aufgrund seiner alten Beziehungen zu Österreich punkten konnte, blieb die reußische Gesandtschaft während der Verhandlungen bedeutungslos. Wiese übersandte im Januar 1815 dem Fürsten Metternich seinen Verfassungsentwurf für den Deutschen Bund, der jedoch eine zu deutliche Dominanz der Kleinstaaten vorsah und nicht nur deshalb von Metternich nicht mal beantwortet wurde. Trotzdem brachte Wiese die durch Mediatisierung bedrohten Kleinstaaten erfolgreich und unversehrt durch die Verhandlungen. Durch die guten Verbindungen von Heinrich XIII. mit dem Liechtensteiner Fürsten Johann I. Josef wurde Wiese im Februar 1815 zusätzlich zum Vertreter Liechtensteins ernannt.
Ab 1816 war Wiese Mitglied des Frankfurter Bundestags. 1822 wurde er Geheimer Rat und Kanzler der reußischen Gesamtregierung. Mit 53 Jahren verstarb er am 22. November 1824.
Nach Wiese wurde am 23. September 1874 die Wiesestraße in Gera-Debschwitz benannt.